# Mesapijščina
Mesapijščina ali mesapijski jezik je izumrl indoevropski jezik, ki ga je v antični dobi govorilo ljudstvo Mesapijcev v jugovzhodni Italiji, v pokrajini Apulija (italijansko Puglia). 

## Jezikoslovna uvrstitev
Mesapijščina predstavlja samostojno vejo indoevropske jezikovne družine. Nekateri jezikoslovci jo povezujejo z ilirščino in domnevajo, da so mesapijski jezik v južno Italijo v predzgodovinski dobi ponesli ilirski priseljenci. V arheologiji to hipotezo podpirajo podobnosti v keramičnih in kovinskih predmetih na obeh straneh Jadrana, s stališča jezikoslovja pa povezava med mesapijščino in ilirščino ni zanesljivo dokazana in v celoti sloni na podobnosti osebnih in krajevnih imen.

## Mesapijski napisi
Napisi v mesapijščini so iz obdobja med 6. in 1. stoletjem pr. n. št. Pisani so v mesapijski pisavi, ki izhaja iz grškega alfabeta. O mesapijskem jeziku ni znanega mnogo, ker je večina napisov zelo kratkih in se v glavnem sestojijo iz osebnih imen.
| Primer mesapščine                           | Prevod                                                      | Vir   |
| ------------------------------------------- | ----------------------------------------------------------- | ----- |
| Staboos Šonetθihi Dazimaihi beileihi        | 'Od Stabuas Šonetius, sin od Dazimasa '                     | [ 4 ] |
| kla(o)hi Zis Venas                          | 'Poslušaj, Zeusa in Venaso'                                 | [ 4 ] |
| klohi Zis den θavan                         | 'Poslušaj, Zeusa, ta javni glas'                            | [ 5 ] |
| θotoria marta pido vastei basta venian aran | 'ϴotoria Marta je dala njeno mesto ali polje k mestu Baste' | [ 6 ] |

## Primerjava besed
Ime italijanskega mesta Brindisi (latinsko Brundisium, starogrško Brentesion) izvira iz prvotno mesapijskega imena Brention. 
| mesapijska beseda                                  | sorodne vzporednice v drugih indoevropskih jezikih |
| -------------------------------------------------- | --- |
| Bréntion (mesapijsko bréndon, bréntion) (Brindisi) | albansko bri, brî (množina brirë, brinë) 'rog; jelenovo rogovje' [< pozno praalbansko *brina < zgodnje praalbansko *brena], švedsko brinde 'los', latvijsko briêdis 'srna'. |
| Menzana = "žrebec"                                 | alb. mëz 'žrebec' (< praalbansko *mandja), srvnem. menz 'neplodna krava', lat. mannus 'majhen galski konj'                                                                  |
| Penkaheh = "pet"                                   | Norveški jezikoslovec Alf Torp je v tej besedi prepoznal mesapijski števnik 'pet', iz ide. *penkwe- 'pet' (prim. litv. penki, alb. pesë 'pet')                              |
| Apa = "od"                                         | alb. pa (< praalbansko *apa) 'brez', gr. apó, skt. ápa |
| Bilia = "hči"                                      | lat. filia, alb. bijë (< starejše bilë) |
| Ba = "ne"                                          | gr. mē, skt. mā, alb. ma, me ,mos |
| Ner = "človek"                                     | alb. njer |
| Rhīnós = "megla, oblak"                            | alb. re, ren |
| Bàrka = "trebuh"                                   | alb. bark |
| Biles/Bilihi = "sin"                               | alb. bir, bilj-bij, lat. filius |
| Aran = "polje"                                     | alb. are, ara |
| Veinam = "sam"                                     | alb. vete |
| Klaohi/Klohi = "poslušaj, čuj"                     | alb. Kluoj,Kluaj,Kluhem, gr. klythi |